# Sovětský svaz na Zimních olympijských hrách 1956
Sovětský svaz na Zimních olympijských hrách 1956 v Cortině d'Ampezzo reprezentovalo 53 sportovců, z toho 47 mužů a 6 žen. Nejmladším účastníkem byl Nikolaj Šamov (19 let, 167 dní), nejstarším pak Jevgenij Babič (35 let, 19 dní). Kromě jízdy na bobech a krasobruslení se účastnili všech soutěží. Reprezentanti vybojovali 16 medaili, z toho 7 zlatých, 3 stříbrné a 6 bronzových.

## Medailisté
| Medaile | Jméno | Sport           | Disciplína             |
| ------- | --- | --------------- | ---------------------- |
| Zlato   | Nikolaj Anikin Pavel Kolčin Vladimir Kuzin Fjodor Těrenťjev | Běh na lyžích   | Muži štafeta 4 x 10 km |
| Zlato   | Ljubov Kozyrevová | Běh na lyžích   | Ženy 10 km             |
| Zlato   | Jevgenij Babič Vsevolod Bobrov Alexej Guryšev Nikolaj Chlystov Jurij Krylov Alfred Kučevskij Valentin Kuzin Grigorij Mkrtyčan Viktor Nikiforov Jurij Panťuchov Nikolaj Pučkov Viktor Šuvalov Genrich Sidorenkov Nikolaj Sologubov Ivan Tregubov Dmitrij Ukolov Alexandr Uvarov | Lední hokej     | turnaj mužů            |
| Zlato   | Jevgenij Grišin | Rychlobruslení  | Muži 500 m             |
| Zlato   | Jevgenij Grišin | Rychlobruslení  | Muži 1 500 m           |
| Zlato   | Jurij Michajlov | Rychlobruslení  | Muži 1 500 m           |
| Zlato   | Boris Šilkov | Rychlobruslení  | Muži 5 000 m           |
| Stříbro | Raďja Jerošinová | Běh na lyžích   | Ženy 10 km             |
| Stříbro | Alevtina Kolčinová Ljubov Kozyrevová Raďja Jerošinová | Běh na lyžích   | Ženy štafeta 3 x 5 km  |
| Stříbro | Rafael Grač | Rychlobruslení  | Muži 500 m             |
| Bronz   | Jevgenija Sidorovová | Alpské lyžování | Ženy slalom            |
| Bronz   | Pavel Kolčin | Běh na lyžích   | Muži 15 km             |
| Bronz   | Pavel Kolčin | Běh na lyžích   | Muži 30 km             |
| Bronz   | Fjodor Těrenťjev | Běh na lyžích   | Muži 50 km             |
| Bronz   | Oleg Gončarenko | Rychlobruslení  | Muži 5 000 m           |
| Bronz   | Oleg Gončarenko | Rychlobruslení  | Muži 10 000 m          |